# Gouvernement Pachinian III
Pour les articles homonymes, voir Gouvernement Pachinian.
Arménie
Pachinian II 
Le gouvernement Pachinian III est le gouvernement de l'Arménie depuis le 2 août 2021.

## Majorité et historique
Il succède au gouvernement Pachinian II, gouvernement fragilisé par la pandémie de Covid-19 et la Guerre de 2020 au Haut-Karabagh.
Le gouvernement est formé à la suite des élections législatives arméniennes de 2021. Ce scrutin anticipé est provoqué à la suite du conflit dans le Haut-Karabagh. À l'issue du scrutin, le parti Contrat civil remporte largement le scrutin, malgré un recul en termes de suffrage, celui-ci réunissant à lui seul plus de 53 % des suffrages exprimés, devant l'Alliance arménienne qui récolte 21 % des suffrages et l'Alliance « J'ai l'honneur » réussissant à franchir le seuil électoral des 5%.

### Formation
Le 2 août 2021, Nikol Pachinian est de nouveau nommé Premier ministre. Quatre de ses ministres sont nommés le jour même, puis sept autres le lendemain.

## Composition
- Les nouveaux ministres sont indiqués en gras, ceux ayant changé d'attributions en italique.

| Poste                                                              | Titulaire | Titulaire                                                                                    | Parti  |
| ------------------------------------------------------------------ | --------- | -------------------------------------------------------------------------------------------- | ------ |
| Premier ministre                                                   |           | Nikol Pachinian                                                                              | KP     |
| Vice-Premier ministre                                              |           | Souren Papikian (jusqu'au 15/11/2021)                                                        | KP     |
| Vice-Premier ministre                                              |           | Hambardzoum Matevossian (à partir du 25/11/2021) Tigran Khachatrian (à partir du 19/12/2022) | Indép. |
| Vice-Premier ministre                                              |           | Mher Grigorian                                                                               | Indép. |
| Ministre de l'Administration territoriale et des Infrastructures   |           | Gnel Sanosian                                                                                | KP     |
| Ministre des Affaires étrangères                                   |           | Armen Grigorian a.i. (jusqu'au 19/08/2021) Ararat Mirzoian                                   | KP     |
| Ministre de la Défense                                             |           | Arshak Karapetian (jusqu'au 15/11/2021)                                                      | Indép. |
| Ministre de la Défense                                             |           | Souren Papikian                                                                              | KP     |
| Ministre de l'Économie                                             |           | Vahan Kerobian                                                                               | Indép. |
| Ministre de l'Éducation, des Sciences, de la Culture et des Sports |           | Vahram Doumanian (jusqu'au 13/12/2022) Janna Andreasian                                      | Indép. |
| Ministre des Finances                                              |           | Tigran Khachatrian (jusqu'au 20/12/2022) Vahe Hovhannisian                                   | Indép. |
| Ministre de la Justice                                             |           | Karen Andreasian (jusqu'au 26/12/2022) Grigor Minasian                                       | Indép. |
| Ministre de l'Environnement                                        |           | Romanos Petrosian (jusqu'au 10/12/2022) Hakob Simidian                                       | KP     |
| Ministre de la Santé                                               |           | Anahit Avanesian                                                                             | Indép. |
| Ministre des Situations d'urgence                                  |           | Andranik Piloian (jusqu'au 01/04/2022) Armen Pamboukhchian                                   | Indép. |
| Ministre des Hautes technologies                                   |           | Vahagn Khatchatrian (jusqu'au 03/03/2022) Robert Khachatrian                                 | Indép. |
| Ministre du Travail et des Affaires sociales                       |           | Narek Mkrtchian                                                                              | KP     |
| Ministre de l'Intérieur                                            |           | Vahe Ghazaryan (à partir du 09/01/2023)                                                      | Indép. |